# Rated R (album, Rihanna)
Rated R je čtvrté studiové album barbadoské zpěvačky Rihanny, které bylo vydáno 20. listopadu 2009. Od předcházejícího studiového alba Good Girl Gone Bad z roku 2007 se její styl zásadně proměnil. Zatímco předchozí album bylo převážně poznamenáno popem a dance stylem, toto album obsahuje nově prvky hip hopu, rocku a dubstepu. Objevují se zde také prvky jamajského dancehallu, například v singlu „Rude Boy“; latinská hudba ovlivnila singl „Te Amo“. Celkem na albu nalezneme šest singlů, kromě dvou zmíněných jsou to ještě „Russian Roulette“, „Hard“, „Wait Your Turn“ a „Rockstar 101“.

## Seznam skladeb
1. Mad House
2. Wait Your Turn
3. Hard
4. Stupid in Love
5. Rockstar 101
6. Russian Roulette
7. Fire Bomb
8. Rude Boy
9. Photographs
10. G4L
11. Te Amo
12. Cold Case Love
13. The Last Song